# Fara v Suchdolu nad Odrou
Fara v Suchdolu nad Odrou s číslem popisným 164 je barokní budova vystavěná v 18. století. V roce 1966 byla zapsaná do Ústředního seznamu kulturních památek ČR.

## Popis
Fara je zděná a omítaná symetricky komponovaná barokní budova s postranními přízemními křídly a střední patrovou části. Na přízemní křídla navazují zděné brány vedoucí do farní zahrady. Střední část patrového rizalitu je tříosá, členěna lisénovými rámy a kordonovou římsou. Postranní křídla mají dvě okna a vchod, jsou členěna pásovou rustikou. Okna jsou v šambránách s uchy a klenákem. Pravoúhlý vchod má nadsvětlíky, je rámován šambránou s uchy a klenákem. Stavba je zakončena valbovou střechou krytou pálenými taškami. Interiér má barokní klenby, v křídlech valené klenby s výsečemi, hlavní sál střední části rizalitu je zaklenut plackou se štukovým zrcadlem.

## Historie
Fara byla postavena v roce 1730 podle projektu vídeňského architekta Johanna Lucase von Hildebrandta. Náleží pod správu Římskokatolické farnosti Suchdol nad Odrou, děkanát Bílovec, diecéze ostravsko-opavské. V pravém křídle byla škola a byt učitele, střední část a levé křídlo bylo využíváno farou. V roce 2017 byla zahájena rekonstrukce farní budovy, která má být ukončena v roce 2021.[potřebuje aktualizovat] Finanční prostředky poskytlo Ministerstvo kultury České republiky z Programu záchrany kulturního dědictví, Biskupství ostravsko-opavské a městys Suchdol nad Odrou. Po opravě by měly vzniknout na faře dva byty (v křídlech), přízemí středí části bude využíváno farníky a v patře bude expozice věnována architektu Johannu Lucasi von Hildebrandtovi.[potřebuje aktualizovat]